# John Rubens Smith
Pour les articles homonymes, voir Smith.
John Rubens Smith, né le 23 janvier 1775 à Londres et mort le 21 août 1849 à New York, est un artiste peintre, graveur et professeur d’art qui a travaillé aux États-Unis.

## Biographie
John Rubens Smith est né à Londres où il étudie très jeune auprès de son père John Raphael Smith, un graveur spécialisé en mezzotinte. Plus tard, il entre à l'école de la Royal Academy. Il produit quelques gravures dont des portraits de groupe.
Smith émigre à New York en 1807. Il se met à produire des paysages américains et des portraits. Il marque sans doute toute une génération d'artistes américains en ouvrant une école de dessin et en publiant des ouvrages pédagogiques sur les techniques de dessin et de gravure, dont The Juvenile Drawing-book (1822), contenant 55 lithographies et qui connaît plusieurs rééditions. Il meurt à New York en 1849.
Il est le père de John Rowson Smith (en) (1810-1864), un peintre itinérant spécialisé dans la conception de panoramas, qu'il élaborait en collaboration avec Richard Risley Carlisle.